# Heron Bay
Heron Bay es un lugar designado por el censo ubicado en los condados de Henry y Spalding en el estado estadounidense de Georgia. En el año 2010 tenía una población de 3,384 habitantes.

## Geografía
Heron Bay se encuentra ubicado en las coordenadas 33°20′20″N 84°11′32″O / 33.33889, -84.19222.